# Île Kotelny
L'île Kotelny (en russe : остров Котельный, ostrov Kotelny), fait partie des îles de Nouvelle-Sibérie (groupe d'Anjou) situé dans l'océan Arctique, au nord des côtes de la Sibérie orientale entre la mer des Laptev et la mer de Sibérie orientale. Sur le plan administratif, elle est rattachée à la république de Sakha en Russie.
Kotelny (11 665 km²) est reliée à l'île Faddeïev voisine (5 300 km²) par un pont de sable qui s'est formé au cours des siècles précédents : la Terre de Bunge (6 100 km²). L'ensemble, d'une surface de 23 200 km2, fait partie des 50 plus grandes îles de la planète. La Terre de Bunge est peu élevée (8 m maximum) et est périodiquement submergée. Le point culminant de l'île est le Malakatyne-Tas (374 mètres).
Bien qu'une grande partie de l'île soit couverte de glaces, on y trouve des zones de toundra. On trouve des populations de renard polaire. Des restes d'animaux congelés dans la glace comme le mammouth y ont été mis au jour.

## Histoire
L’île a été découverte en 1773 par Ivan Liakhov, marchand russe qui recherchait des os et défenses de mammouth. Dès 1770, Ivan Liakhov avait remarqué des empreintes de renne tournées au nord-est à travers la banquise. C'est en suivant cette direction en bateau qu'en 1773, il découvrit avec Protodiakonov les îles Liakhov. Poursuivant leur exploration depuis les îles Liakhov, ils découvrirent l’île et l'appelèrent Kotelny (« île du Chaudron») à cause d'un chaudron en cuivre qu'ils y trouvèrent en l'explorant. Jusque-là, on appelait cette île l’« île Thaddée » ou les « îles Thaddée » sur certaines cartes, bien que le nom de Faddeïevski (de Faddeïev) actuellement se référe à sa péninsule.
Avec l'appui financier de Semion et Lev Syrovatski, Iakov Sannikov effectua de nombreuses campagnes de chasses et des expéditions cartographiques entre 1800 et 1810. C'est au cours de l'une de ces expéditions, en 1805, qu'il découvrit l’île Faddeïevsky. En 1809-1810 Iakov Sannikov et Matthias von Hedenström se rendirent dans les Îles de Nouvelle-Sibérie dans le cadre d'une expédition cartographique. Iakov Sannikov signala la présence d'une nouvelle terre au nord de l'île Kotelny en 1811 : c'était le début du mythe de la Zemlia Sannikova ou « Terre de Sannikov » ; encore en 1886, le baron Eduard von Toll crut avoir aperçu une terre au nord de Kotelny et l'identifia avec la Terre de Sannikov.

## Géographie
La moitié occidentale de l’Île Kotelny proprement dite, aussi appelée « Île de la Bouilloire » est la plus vaste de cette partie de l'archipel, avec une superficie de 11 665 km2. C'est une terre au relief tourmenté, avec des collines qui se dressent jusqu'à 374 m au mont Malakatyne-Tas. Une rivière, la Tchoukotchia, draine l'île par l'ouest jusqu'à la mer des Laptev. Le cap Anissi 76° 12′ 00″ N, 139° 07′ 00″ E est la pointe la plus septentrionale de l'île Kotelny et c'est un point géographique important puisqu'il sert à délimiter le Nord-Est de la mer des Laptev.
La Terre de Bunge est un immense promontoire désolé et quasi désert. Elle se trouve entre les îles Kotelny et Faddeïev, lesquelles, en contraste, méritent vraiment le nom d'îles. Sablonneuse et étale (elle se dresse à seulement 8 m au-dessus niveau de la mer), 80 % de sa superficie de 6 200 km2 est régulièrement balayée par des paquets de mer lors des tempêtes, à l'exception d'un tout petit secteur au sud-est, qui se dresse entre 11 et 21 m au-dessus niveau de la mer. La Terre de Bunge doit son nom au zoologue russo-balte Alexander von Bunge.
La péninsule Faddeïevski est une péninsule étendue protubérant vers l'est à l'extrémité nord de la Terre de Bunge, dessinant au nord un isthme. Un détroit profond la sépare de la Terre de Bunge. Contrairement à l'île Kotelny, Faddeïev est relativement plate malgré sa taille (5 300 km2) : elle culmine à 65 m. Elle est couverte d'une toundra parsemée de petits lacs. Elle doit son nom à un trafiquant de fourrures du nom de Faddeïev qui construisit la première cabane de l'île.

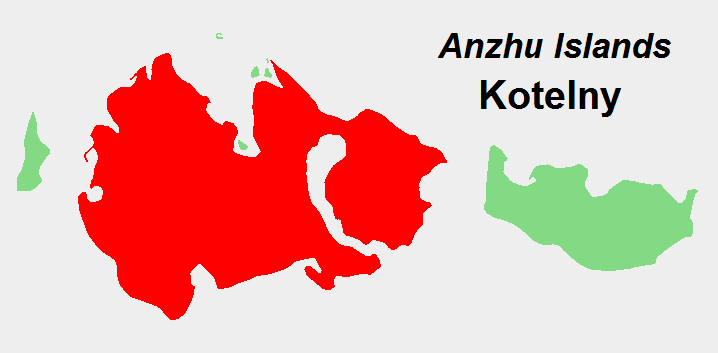
L’île Kotelny au sein des îles Anjou.
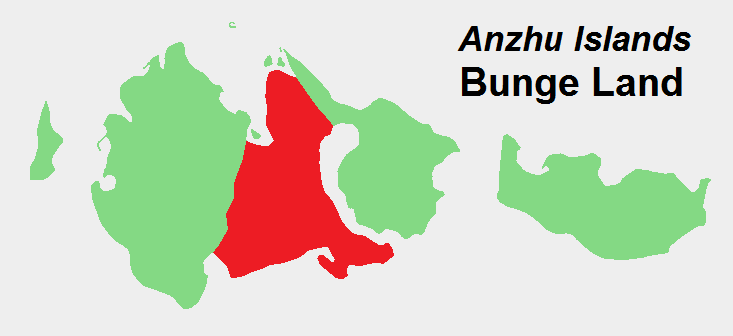
La Terre de Bunge.
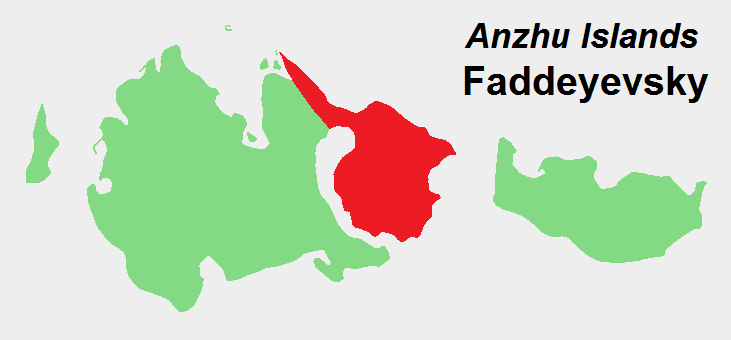
La péninsule Faddeïev.

### Îles adjacentes
- Au fond de la baie, sur la rive nord de l'île Kotelny, s'étend l’île Skryty 75° 40′ 01″ N, 140° 49′ 59″ E. Elle fait 11 km de long et 5,5 km de large.
- Non loin de la côte nord-ouest de la Terre de Bunge se trouvent deux îles : l’île Jelezniakov, au large du cap Nord-ouest et, encore plus à l'est, l’île Matar (ostrov Matar). Ces deux îles sont longues d'environ 5 km.
- L’île Nanosny 76° 16′ 59″ N, 140° 24′ 58″ E est une petite île située au nord de la baie septentrionale formée par l'île Kotelny et la Terre de Bunge. Elle est en forme de croissant et n'a que 4 km en longueur, mais elle est en fait l'île la plus septentrionale de l'archipel de Nouvelle-Sibérie.
- L’île Figourina se trouvait à environ 30 km à l'est de l’Île Nanosny. Lors de sa découverte par Piotr Fiodorovitch Anjou en 1822 alors qu'il recherchait la « Terre de Sannikov », sa surface avait été estimée à 8-9 km2. À cette époque, elle présentait des falaises hautes de 20 m. Quoique reportée sur des cartes publiées en 1926, en 1941 et en 1945, une expédition hydrographique soviétique menée au début des années 1940 s'est aperçue que l’île Figourina avait disparu[3].

### Géologie
L’île Kotelny est faite de roches sédimentaires et de sédiments déposés entre le début du Paléozoïque à la fin du Cénozoïque. Les plus vieilles roches fossilifères sont des calcaires marins de l’Ordovicien et du début du Dévonien, ainsi que des dolomites. Des bancs alternés de craie, de dolomites, de grès et de conglomérats, déposés entre le moyen Dévonien et le Carbonifère, recouvrent ces strates sédimentaires. Les strates du Permien au Jurassique qui affleurent au centre de l’île Kotelny sont là encore des bancs alternés de marnes fossilifères, de silts et de grès. Toutes ces roches sédimentaires sont crevassées, plissées en une succession compliquée d’anticlinaux et de synclinaux, traversés de dykes étroits de diabase,. Des alluvions déposées entre le Pléistocène et l’Holocène (âge s'étalant, selon la datation au carbone 14, entre 1 500 et un peu plus de 55 000 années av. J.-C.), supportent la terrasse alluviale entre les vallées du Balyktakh et de la Dragotsennaïa. Un épais permafrost a figé ces sédiments.
Sur la Terre de Bunge et la pointe sud-ouest de l’île Kotelny, des sédiments relativement peu compacts remontant du début du Crétacé à l’Holocène recouvrent des roches sédimentaires crevassées en surface. Les plus anciens de ces sédiments sont des argiles alluviales du début du Crétacé, des silts et des sables contenant des bancs de conglomérats, de tuf, de grès à tufs, de houille et, au sommet, de rhyolite. Les sédiments de la fin du Crétacé sont recouverts par des alluvions sableuses de la fin de l'Éocène au Pliocène, contenant des bancs d'argile, de silt, de silex et de lignite, et du bois pétrifié en lignite. La plus grande partie de la Terre de Bunge est parsemée de sédiments marins du début de l’Holocène. Ce n'est que dans la partie centrale et méridionale qu'on trouve, sous la surface, des sédiments marins du Pléistocène ou des dépôts, ponctuels et fort altérés, antérieurs au Quaternaire.
La surface de l’Île Faddeïevski repose sur des sédiments peu compacts, qui ont été déposés entre le début du Crétacé et le Pléistocène. Trois affleurements minuscules et isolés montrent que les strates du début du Crétacé sont identiques à celles de la pointe sud-ouest de l’Île Kotelny. Ces sédiments du Crétacé sont recouverts par des argiles alluviales et lacustres et de silts de l’Éocène traversés occasionnellement de bancs de sable, de lignite et de graves. Au nord ces sédiments grade laterally into nearshore argile marine with fossiles de pélécypodes. Cette couche de sédiments de l’Éocène est recouverte de sables fossilifères de l’Oligocène au Miocène, traversés de lits de boue et de graviers, avec du lignite. Ces sables se sont déposés dans des environnements fluviaux ou lacustres. Ils sont recouverts de sables et silts déposés au Pliocène.
Les dépôts du Pléistocène composent l'essentiel de la surface de l’île Faddeïev. Une couche de la fin du Pléistocène et des dépôts alluvio-lacustres de l’Holocène recouvrent les parties centrale et méridionale de l’île, la moitié nord étant recouverte de dépôts du moyen Pléistocène. Le permafrost présente une épaisseur de 400 à 500 m. La plaine centrale de l’île Faddeïev a été fortement altérée par des processus thermo-karstiques : elle est entaillée de nombreuses crevasses occasionnées par la fonte saisonnière du permafrost, tandis que de loin en loin on aperçoit des baïdjarakhs, ces monticules formés lors de la fonte des coins de glaces à l'intérieur du permafrost.

### Végétation
Une toundra d’herbes, d’angiospermes et de cryptogames couvre toute l’île Faddeïev et l'essentiel de l’île Kotelny. On y trouve surtout des herbes rases, des mousses, des lichens et des hépatiques. Ces plantes couvrent entièrement un sol humide, terreux, à relief en hummock.
Quant à la Terre de Bunge et à l'est de l’île Kotelny adjacente, elle est entièrement couverte d'arbustes nains et d'herbe rase. C'est là plutôt une toundra sèche à la végétation sporadique (20-80 % de la couverture humique). Les espèces dominantes sont, outre les arbustes nains et les herbes de toundra, des buissons de dryas spp. et des saules nains de l'espèce Salix arctica, de moins de 5 cm de hauteur, des touffes de graminoïdes et d'angiospermes. Les lichens sont également répandus.

### Climat
Le climat de l'île est polaire, avec des températures qui ne deviennent positives que pendant un court mois d'été. La station météorologique située sur la côte nord-ouest de l'île a relevé une température annuelle moyenne de −14,6 °C, le mois le plus chaud étant juillet avec 2,5 °C et le plus froid janvier avec −29,8 °C. En moyenne les précipitations sont de 162 mm réparties sur toute l'année avec un léger maximum en juillet et août.
| Mois                                        | jan.       | fév.       | mars       | avril      | mai        | juin       | jui.      | août      | sep.       | oct.       | nov.       | déc.      | année      |
| ------------------------------------------- | ---------- | ---------- | ---------- | ---------- | ---------- | ---------- | --------- | --------- | ---------- | ---------- | ---------- | --------- | ---------- |
| Température minimale moyenne (°C)           | −32,1      | −32,3      | −30        | −22,3      | −10,5      | −1,6       | 1         | 0,9       | −2         | −11,5      | −23        | −29,3     | −16,1      |
| Température moyenne (°C)                    | −28,8      | −29,1      | −26,6      | −18,5      | −7,8       | 0,2        | 3,3       | 2,9       | −0,3       | −8,7       | −19,6      | −26       | −13,3      |
| Température maximale moyenne (°C)           | −25,6      | −25,8      | −23,3      | −15,1      | −5,6       | 2,1        | 5,9       | 5,2       | 1,1        | −6,4       | −16,5      | −22,9     | −10,6      |
| Record de froid (°C) date du record         | −44,9 1958 | −49,9 2002 | −46,1 1967 | −46,2 1966 | −28,6 1979 | −14,9 1992 | −6 1989   | −9,2 1992 | −18,6 1987 | −40,2 1979 | −40,2 1979 | −45 1957  | −49,9 2002 |
| Record de chaleur (°C) date du record       | −7,2 1957  | −3,3 1956  | −4,8 1990  | 1,2 2020   | 6,3 2021   | 22,4 2019  | 25,1 1991 | 20,2 1983 | 13,6 2016  | 2,8 2020   | −1,7 2016  | −3,1 1938 | 25,1 1991  |
| Ensoleillement (h)                          | 0          | 7          | 147        | 283        | 197        | 178        | 168       | 100       | 44         | 14         | 0          | 0         | 1 138      |
| Précipitations (mm)                         | 6          | 5          | 6          | 7          | 9          | 17         | 28        | 23        | 23         | 18         | 8          | 7         | 157        |
| dont neige (cm)                             | 10         | 12         | 12         | 13         | 13         | 4          | 0         | 0         | 3          | 7          | 9          | 9         | 92         |
| Record de pluie en 24 h (mm) date du record | 8 1957     | 27 1956    | 23 1964    | 20 1997    | 7 1939     | 19 1999    | 39 1980   | 26 1951   | 16 1953    | 12 2020    | 6 1961     | 16 1963   | 39 1980    |
| Nombre de jours avec précipitations         | 0          | 0          | 0          | 0,1        | 1          | 8          | 15        | 15        | 9          | 0,4        | 0          | 0         | 49         |
| Humidité relative (%)                       | 82         | 82         | 82         | 83         | 87         | 90         | 90        | 91        | 90         | 88         | 84         | 82        | 86         |
| Nombre de jours avec neige                  | 15         | 16         | 16         | 15         | 22         | 16         | 8         | 11        | 22         | 26         | 18         | 16        | 201        |
| Nombre de jours d'orage                     | 0          | 0          | 0          | 0          | 0          | 0          | 0,1       | 0         | 0          | 0          | 0          | 0         | 0,1        |
| Nombre de jours avec brouillard             | 0,1        | 0,2        | 1          | 1          | 1          | 5          | 10        | 8         | 3          | 1          | 1          | 0,1       | 31         |

| Diagramme climatique                                  |             |           |             |            |           |        |          |         |             |           |             |
| J                                                     | F           | M         | A           | M          | J         | J      | A        | S       | O           | N         | D           |
| −25,6−32,16                                           | −25,8−32,35 | −23,3−306 | −15,1−22,37 | −5,6−10,59 | 2,1−1,617 | 5,9128 | 5,20,923 | 1,1−223 | −6,4−11,518 | −16,5−238 | −22,9−29,37 |
| Moyennes : • Temp. maxi et mini °C • Précipitation mm |             |           |             |            |           |        |          |         |             |           |             |

## Intérêt stratégique
Un aérodrome militaire est reconstruit à partir de l’automne 2013 : il s'agit de la base aérienne Temp. Celle-ci est restée sans activité durant plus de 20 ans. Un centre de commandement aérien et des spécialistes de la maintenance y sont peu à peu installés.
Cette présence permet de rappeler la souveraineté russe sur cette région particulièrement riche en ressources minières et économiquement attractive.
L'île comprend un héliport ainsi qu’un aérodrome enclin à terme à accueillir tout type d’avion de transport militaire. À la fin de l’année 2014, le 99e groupe tactique y est installé.  

## Dans la culture populaire
L'île de Kotelny forme le décor d'un roman de Jules Verne, César Cascabel (1890). Des Européens rencontrent 350-400 membres d'une « tribu finnoise » qui vivent de la chasse à la baleine et de la chasse aux phoques.